# FK Morava Ćuprija
FK Morava Ćuprija srbijanski je nogometni klub iz Ćuprije, Pomoravski okrug. U sezoni 2024./25. natječe se u Srpskoj ligi Istok, trećem rangu nacionalnog ligaškog sustava.

## Povijest
Najveći uspjeh u povijesti kluba ostvaren je u sezoni 2002./03. osvajanjem naslova u Srpskoj ligi skupina Timok čime je osiguran plasman u Drugu ligu – Istok. Klub se nije snašao među drugoligašima te je u debitantskoj sezoni 2003./04. zauzeo posljednje mjesto.
U sezoni 2011./12. Morava je zauzela prvo mjesto u Pomoravsko-timočkoj zoni i plasirala se u viši rang, Srpsku ligu. Nakon sezone 2012./13. u Srpskoj ligi Istok, gdje je osvojio 9. mjesto, klub je zbog administrativnih grešaka premješten dva ranga niže u Pomoravsku okružnu ligu.
U sezoni 2015./16. Morava je zauzela prvo mjesto u Pomeranskoj okružnoj ligi i plasirala se u viši rang, Zonu Zapad. 

## Uspjesi
Srpska liga Timok (3. rang)
- 2002./03.

Pomoravsko-timočka zona (4. rang)
- 2011./12.

Pomoravska okružna liga (5. rang)
- 2015./16.

## Vanjske poveznice
- Profil na srbijasport.net